# C/2019 E3 (ATLAS)
C/2019 E3 (ATLAS) — довгоперіодична комета, яка була відкрита 5 березня 2019 року системою ATLAS й мала зоряну величину 18,4m на час відкриття. Абсолютна величина комети разом із комою становить 5,9m.